# Amiota magniflava
Amiota magniflava är en tvåvingeart som beskrevs av Chen och Masanori Joseph Toda 2001. Amiota magniflava ingår i släktet Amiota och familjen daggflugor. Inga underarter finns listade i Catalogue of Life.